# Бодяк Андрій Олександрович
Андрі́й Олекса́ндрович Бодя́к (нар. 5 лютого 1974 — 10 серпня 2015) — боєць Добровольчого Українського Корпусу «Правий сектор», учасник російсько-української війни.

## Життєпис
Народився у 1974 році в с. Борозенське Херсонської області. Мріяв стати вчителем, поступив до інституту, але незадовго до завершення покинув його, зрозумівши, що це не його справа. Працював у колгоспі, не відмовлявся від будь-якої справи. Вчителем він став для свого сина, якого виховував сам. Їздив на заробітки. Через травму ноги — не підпадав під мобілізацію, однак мав велике бажання захищати Батьківщину.
Боєць 1-ї штурмової роти 5-го окремого батальйону ДУК «Правий сектор». У складі підрозділу чергував на блокпосту біля Каховської ГЕС. По тому брав участь у бойових діях на сході країни — воював у Пісках, під Широкиним.
10 серпня 2015 року, терористи о 03:25 почали обстріл з важкої артилерії позицій 72-ї бригади поблизу села Старогнатівка Донецької області та перейшли у наступ із застосуванням танків та бронетехніки. Бійці ДУК-ПС прийшли на допомогу воякам. У тому бою загинули Андрій Бодяк, Василь Лавкай, Віталій Тіліженко та сержант Євген Ровний. Противника відкинули до села Біла Кам'янка, але закріпитися не змогли — до терористів прибуло підкріплення (велика кількість бронетехніки).
Похований у с. Борозенське Великоолександрівського району Херсонської області.
Залишилися мати та 12-річний син Максим. 1 листопада 2023 року загинув його син Максим Бодяк.

## Нагороди
- Нагрудний знак «За оборону Донецького аеропорту»;[1]
- Відзнака «Бойовий Хрест Корпусу» (посмертно);[2]
- В 2021 році був нагороджений орденом «За мужність» III ступеня (посмертно)[3].

## Вшанування
- на фасаді Борозенської ЗОШ відкрито меморіальну дошку на честь Бодяка Андрія.[4]